# Thomas Edmund Jessop
Thomas Edmund Jessop, Order of the British Empire (* 10. September 1896 in Huddersfield; † 10. September 1980 in Kingston upon Hull) war ein britischer Hochschullehrer für Philosophie, der vor allem für seine Arbeit an George Berkeley bekannt wurde.

## Leben und Herkunft
Jessop war der Sohn, des seit 1885 verheirateten Ehepaares Newton und Georgiana Jessop, geborene Swift. Er studierte an der University of Leeds, wo er im Jahre 1921 seinen BA und 1922 seinen MA erwarb. Er erhielt seinen Bachelor of Letters am Oriel College in Oxford. Von 1925 bis 1928 war er Dozent an der Universität von Glasgow.
Jessop war einer der ersten Mitglieder der Philosophieabteilung an der University of Hull und der erste, der den Ferens Chair in Philosophy für Philosophie, von 1928 bis 1960 innehatte. Ab dem Jahr 1946 wirkte er in der Abteilung für Philosophie der normalen Sprache von Alan Richard White mit.
In seiner Arbeit Der Vertrag von Versailles: War es gerecht? kam er zu dem Schluss, dass der Friedensvertrag von Versailles (1919) insgesamt gerecht gewesen sei.

## Publikationen (Auswahl)
- A Bibliography of George Berkeley (1934; 2nd ed. 1968)
- A Bibliography of David Hume and of Scottish Philosophy from Francis Hutcheson to Lord Balfour (1938; 2.te Ausgabe 1983)
- Law and Love: A Study of the Christian Ethics (1940).
- The Treaty of Versailles: Was it Just? T. Nelson and Sons, London 1942
- The Christian Morality (1960)
- Thomas Hobbes (1960)